# Hypoxystis pluviaria
Hypoxystis pluviaria is een nachtvlinder uit de familie van de spanners (Geometridae).
De spanwijdte van deze vlinder is 27 tot 34 millimeter. De grondkleur is licht grijsgeel met donkere spikkeling. Bij de apex loopt langs de rand van de voorvleugel een bruine lijn en is de franje bruin. 

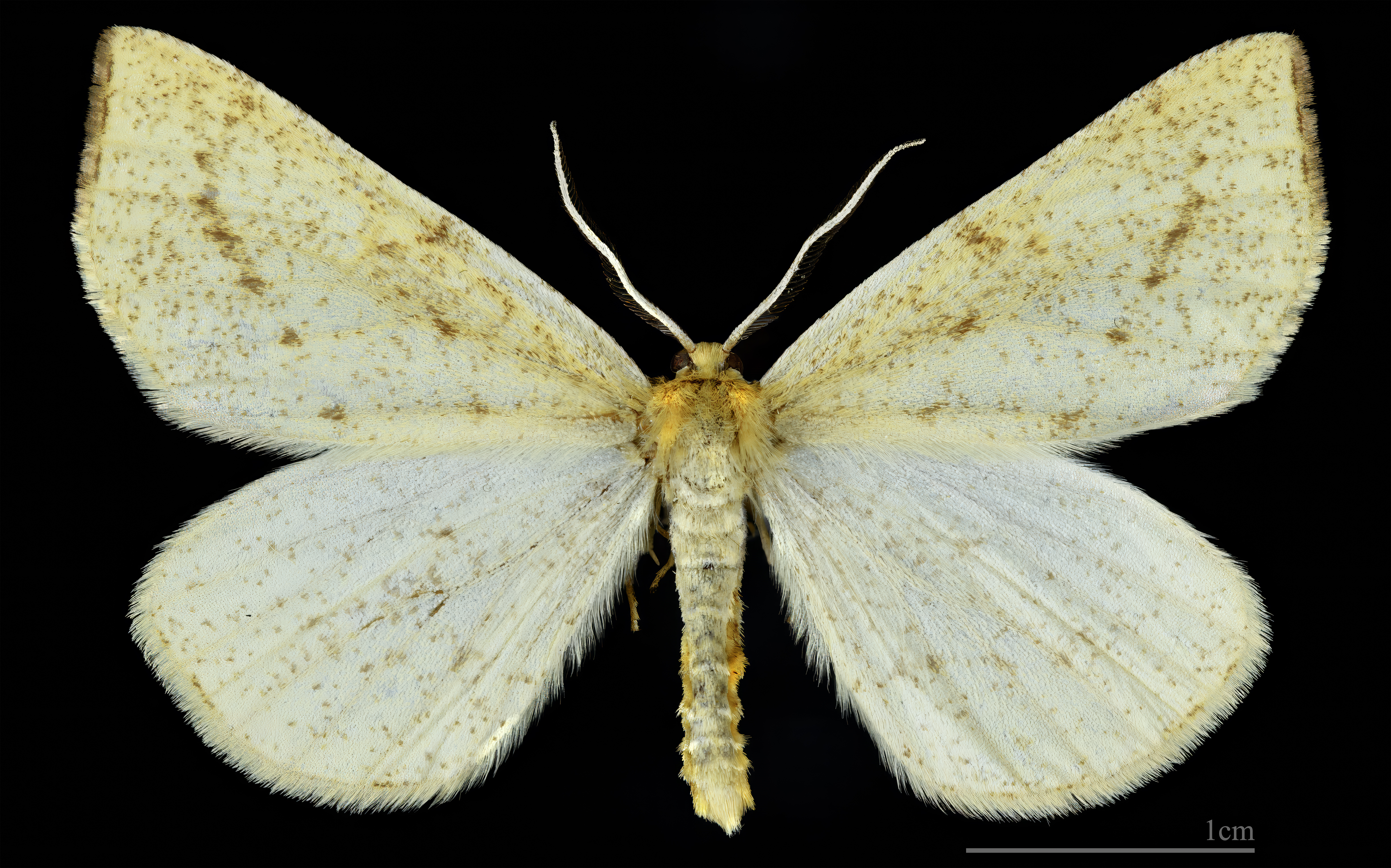
♂
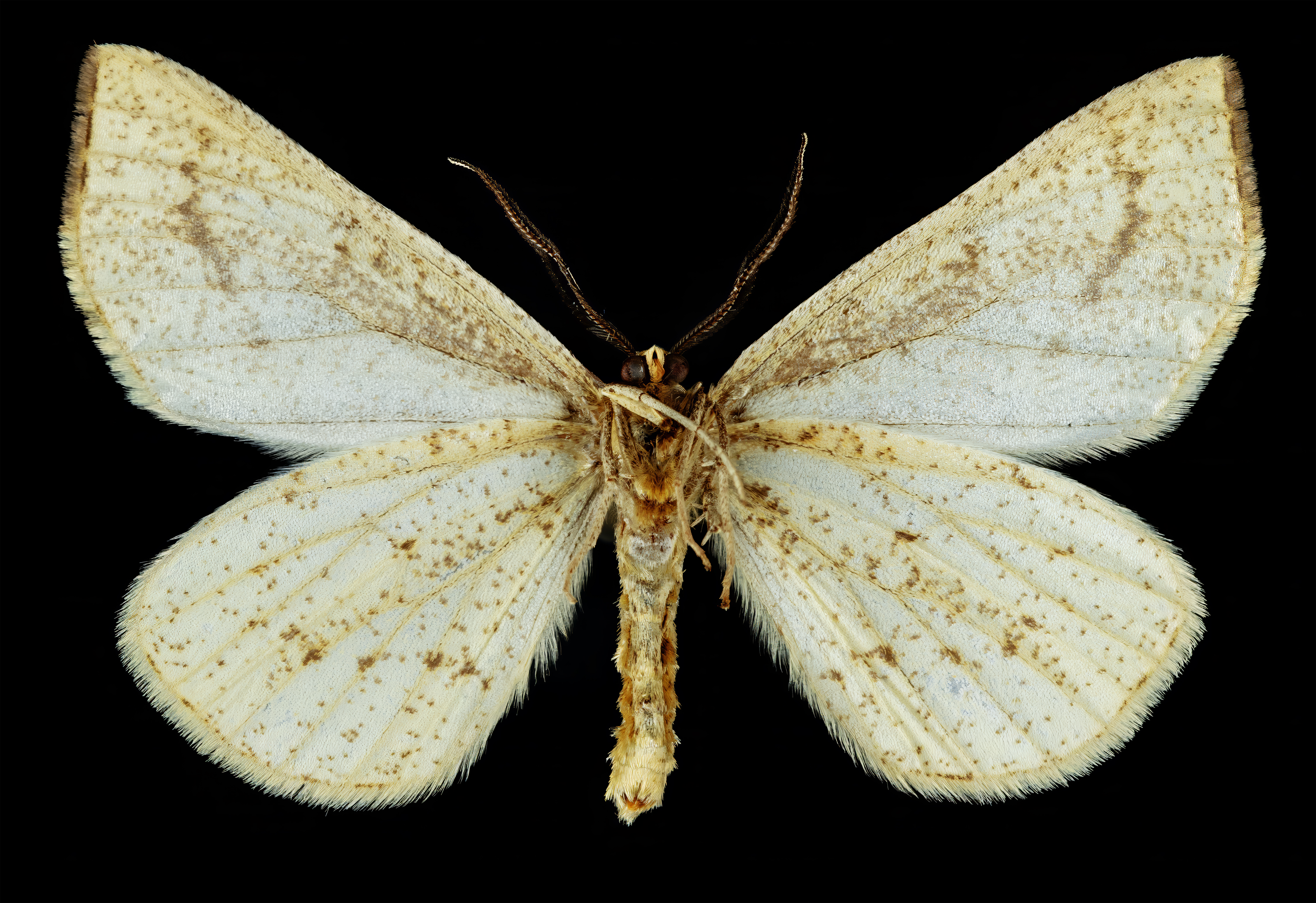
♂ △
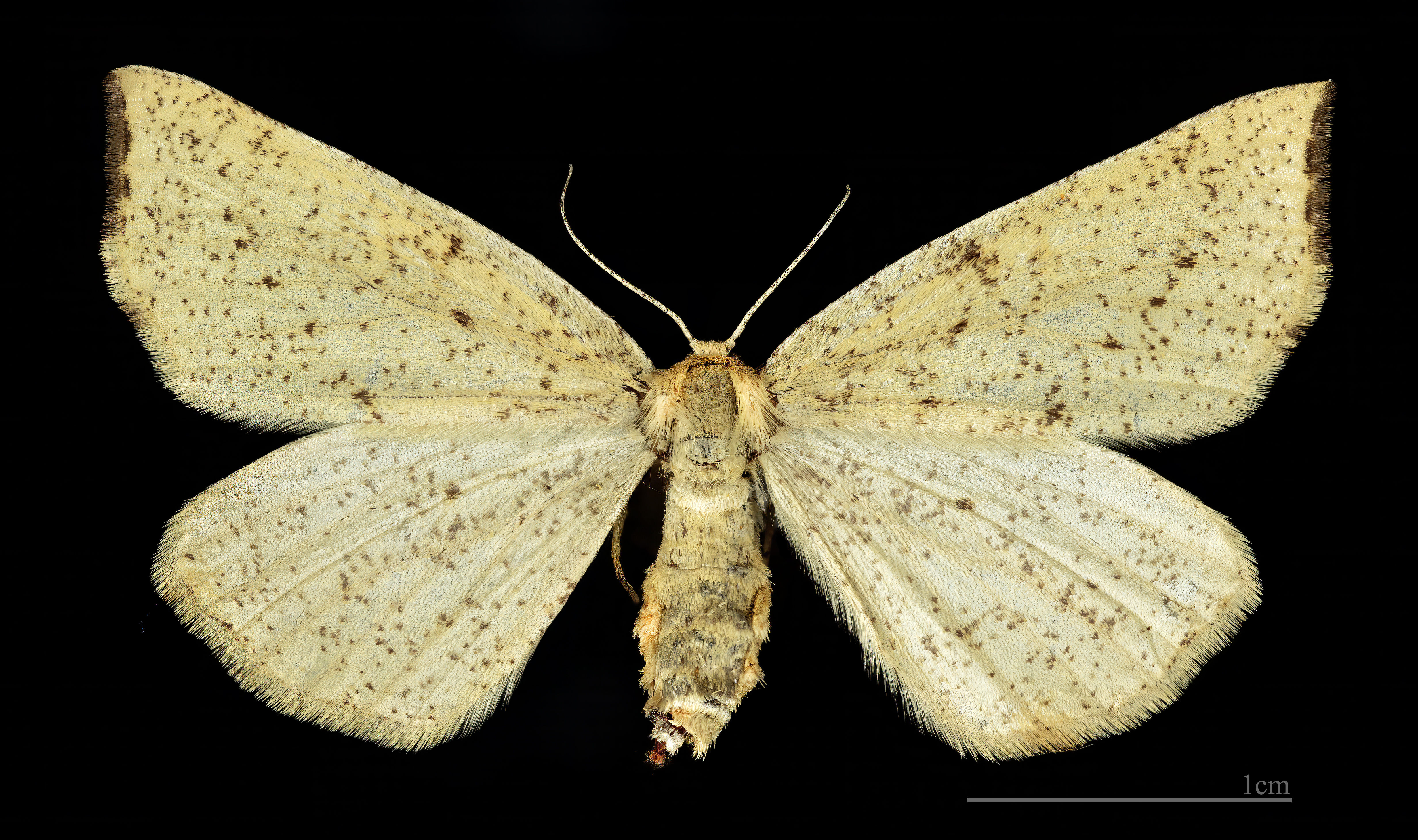
♀
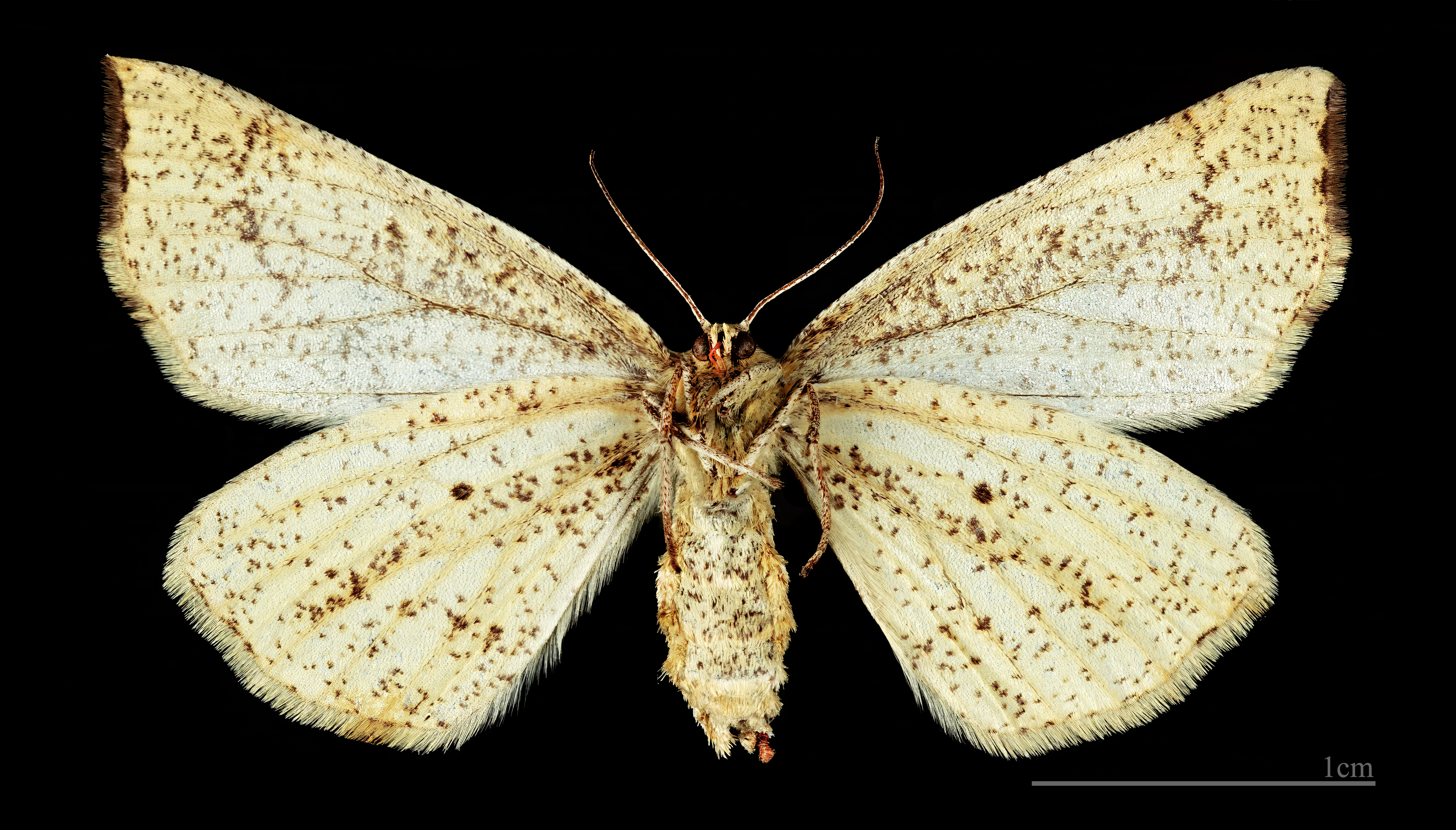
♀ △

De soort gebruikt moerasspirea als waardplant. De soort vliegt in een jaarlijkse generatie van halverwege mei tot halverwege juni. De rups is te vinden van halverwege juni tot het volgende voorjaar en overwintert volgroeid.
De soort komt voor van het gebied tussen Zweden en Finland en de Alpen in Europa tot Siberië en Mongolië. In België is de soort zeer zeldzaam in het zuiden van het land, in Nederland is hij niet waargenomen. De habitat is natte heide en rijk begroeide open plekken in bos.